# Madame Thénard
Marie-Magdeleine-Claudine Chevalier-Perrin, född 1767, död 1849, var en fransk skådespelare.  Hon var känd under artistnamnet Madame Thénard på Comédie-Française i Paris, där hon var engagerad 1777-1819.  
Hon var främst känd som tragedienne.  